# Медведева, Екатерина Ивановна
Екатери́на Ива́новна Медве́дева (также Ка́тя Медведева; род. 10 января 1937, село Голубино, Курская область) — живописец, график, русская художница-самоучка. Представитель наивного искусства, примитивизма. Живёт и работает в Москве.

## Биография и творчество
Отец по матери был зажиточным крестьянином из села Пески Бурынского района Сумской области. Мать — Ковалёва (урожд. Попова) Ефросинья Ивановна (1900—1946), с мужем и двумя дочками, Ковалёвой Полиной (1923—1946) и Ковалёвой Анастасией (1930—2001), трудились и жили в достатке в том же селе. В 1935 году вместе с другими зажиточными семьями они были раскулачены.
Отец девочек, Ковалёв Пантелей Тимофеевич (1902—1944), в 1943 году как раскулаченный был направлен в штрафную роту Красной армии, ранен и в 1944 году пропал без вести.
В 1937 году родилась Катя. В массовый голод 1946—1947 годов вся семья перебралась в г. Гёйчай (Азербайджанская ССР).

Шестнадцатилетняя сестра Анастасия вместе с приютившей семьёй устроила девятилетнюю Катю в детприёмник г. Евлаха. В 1967 году поступила работать реквизитором в народный театр в клуб работников торговли в Кисловодске, где стала посещать изостудию.
В 1972 году заочно окончила культпросветучилище в г. Ульяновске.
Впервые как самостоятельный художник Катя Медведева стала писать в 1976 году.
В начале 80-х годов Катя Медведева обосновалась в Москве. В 1981 году Государственный Российский дом народного творчества устроил у себя её персональную выставку и дал путёвку в пансионат в Старой Ладоге.
И это стало поворотной точкой в её судьбе, поскольку она впервые оказалась в среде профессиональных художников. Она могла пользоваться их советами, она почувствовала ценность произведений, которые она создаёт", – Надежда Мусянкова (куратор выставки к 85-летию художницы.
Из Старой Ладоги она привезла почти двести картин, некоторые попали на европейские выставки. В 1982 году немецкий журналист и актёр Норберт Кухинке, ставший одним из первых собирателей картин художника, показал одиннадцать работ Марку Шагалу. Мастер высоко оценил творчество Кати Медведевой и передал ей альбом с автографом:
Катя Медведева – это чисто русский талант. Она так же любит цвет, как и я. — Марк Шагал
Несмотря на то, что Катя Медведева родилась в деревне, её творчество сформировано не воспоминаниями о традиционном народном искусстве, а впечатлениями горожанина в первом поколении.
Творческий путь Кати Медведевой — это попытка самоанализа, её произведения глубоки, психологичны и личностны. Для художницы тема гендерной идентификация приобрела ключевое значение. Так тема материнства сливается с иконографией Богородицы, а высшим проявлением женственности становится танец, классический русский балет, которому посвящена серия картин. Творчество Кати Медведевой неотрывно связано с фрагментами её биографии и воплощается вереницей женских образов, которые олицетворяют собой представление об идеальной духовной красоте, гармонии внутреннего и внешнего мира. Медведева изображает женщину в разные моменты её жизни: это и светские девушки, невесты в народных костюмах, мать и дитя. Особенное место в творчестве принадлежит Старой Ладоге, где в Доме творчества при поддержке профессиональных мастеров она начала писать маслом.
Её любимый цвет — кадмий синий, яркий, в православии означает чистоту и целомудрие, он является атрибутом Богородицы. Для создания своих работ использует различные материалы — чёрный бархат и парчу, кружево, прозрачную сетку и павловпосадские платки, блёстки и бисер. В ход идёт коллажная техника, акрил и шитьё.

## Выставки
Катя Медведева постоянная участница выставок начиная с 1976 года, когда 8 сентября 1976 года устроила свою первую в жизни персональную выставку в родном селе. Остальные прошли в Москве (Государственном Российском Доме народного творчества, доме творческого сообщества «Вольное Поселение Художников», Клепиковский отдел Государственного музея-заповедника С. А. Есенина, Центре современного искусства М’Арс, галерее «Арт-Союз» в Центральном доме художника), Кисловодске, Белгороде, Рязани, Вологде (Вологодский музей-заповедник) Санкт-Петербурге, Чебоксарах, Старой Ладоге, Новом Осколе, Старом Осколе, Ивангороде, Калининграде (Немецко-Русский дом) Самаре. (все — Россия). Затем был Париж и Ницца (Франция) , Дармштадт, Берлин и Майнц (Германия). Art Center Berlin., Чикаго и Нью-Йорк (США), Копенгаген (Дания), Стокгольм (Швеция), Хельсинки (Финляндия), Прага (Чехия).
- 1984 Совместная выставка с Марком Шагалом, Матиссом и Наттой Конышевой, Ницца (Франция)[30][31]
- 2004 Персональная выставка «Душа моя — живопись»[32][33][34][35][36][37][38] из собраний Государственного историко-архитектурного художественного и ландшафтного музея-заповедника «Царицыно», Государственного Российского Дома народного творчества, собрания С. Ватнэ, Г. Л. Пельмана, Н. В. Поталовой и других частных коллекций в Музее частных коллекций Государственного музея изобразительных искусств имени А. С. Пушкина, Москва (Россия)
- 2005 Выставка «Сомнения красоты»[22][39][40][41][42] — Т. А. Маврина, Катя Медведева. Живопись и графика в Государственном музее изобразительных искусств имени А. С. Пушкина[43], Москва (Россия)
- 2006 Катя Медведева. Живопись, графика. К 30-летию творческой деятельности[44][45][46][47][48][49]. Государственный Русский музей, Санкт-Петербург (Россия)
- 2011 35-летие творческой деятельности Кати Медведевой[50]. Центральный дом художника, Москва (Россия)
- 2012 «Нечаянная радость». Персональная экспозиция Кати Медведевой к 75-летнему юбилею Кати Медведевой в Архангельском[51][52]. Архангельское (усадьба)[53], Московская область (Россия)
- 2022 «Вселенная Кати Медведевой». В честь 85-летия Кати Медведевой. Всероссийский музей декоративного искусства. г. Москва[54]

## Альбомы
- Медведева, Катя. Душа моя — живопись: Альбом-каталог / Под общей редакцией  К. Г. Богемской. Министерство культуры РФ. Государственный музей изобразительных искусств имени А. С. Пушкина. — М.: Красная площадь, 2004. — 95 с. — (Несерийное издание). — 2000 экз. — ISBN 978-5-900743-76-9.

## Фильмография
| Год  |   | Название         | Роль                                  |
| ---- | - | ---------------- | ------------------------------------- |
| 2007 | ф | «Инзеень-малина» | Катерина Ивановна (сыграла саму себя) |

В 2006 году Катя Медведева сыграла саму себя в фильме режиссёра Владимира Сивкова «Инзеень-малина», снятого в жанре артхаус на Казанской киностудии. В картине рассказывается о молодом человеке (актёр Казанского ТЮЗа Павел Густов) из маленького городка Инзеень (на эрзянском языке означает «малина»), который ищет себя — пробует летать на дельтаплане, ведёт археологические раскопки, мечтает создать музей авангарда, — и в финале приближается к своей мечте.

## Признание

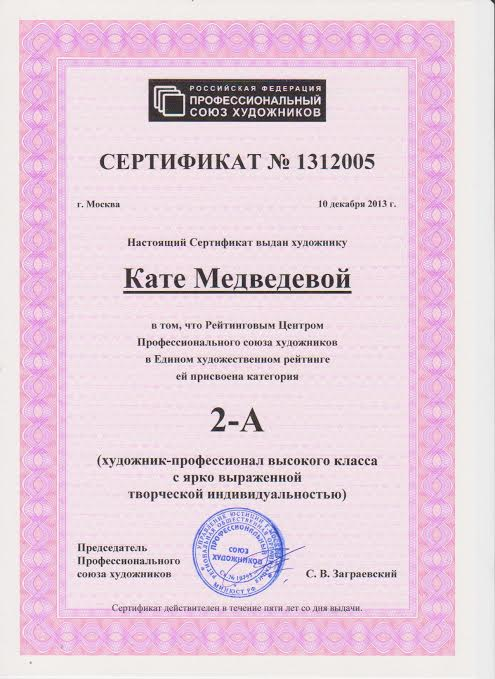
Сертификат рейтингового центра Профессионального союза художников России, выданный Екатерине Медведевой

Решением совета Профессионального союза художников России включена в список «Величайшие художники мира XVIII—XXI вв.»
Её картины хранятся в государственных музеях России:
- ГБУК «Самарский областной художественный музей»;[62]
- ГБУК Вологодской области «Вологодский государственный историко-архитектурный и художественный музей-заповедник»;[63]
- Федеральное ГБУК «Всероссийский музей декоративно-прикладного и народного искусства»;[64]
- Муниципальное БУК городского округа Балашиха «Картинная галерея»[65]
- ГБУК Ленинградской области «Староладожский историко-архитектурный и археологический музей-заповедник»;[66]
- ГБУК города Москвы «Музей русского лубка и наивного искусства»;[67]
- ГАУК Республики Крым «Алупкинский дворцово-парковый музей-заповедник»;[68]
- Санкт-Петербургское ГБУ "Музей «Царскосельская коллекция»;[69]
- БУ Чувашской Республики «Чувашский государственный художественный музей» Министерства культуры, по делам национальностей и архивного дела Чувашской Республики;[70], а также в галереях современного искусства Германии, Франции, США, Японии[31] и во многих частных коллекциях, в том числе в коллекциях картин Леонида Ярмольника[4] и Норберта Куинхе[1].

## Статьи о Кате Медведевой
- Богемская, К. Г.. Ангелы Кати Медведевой. Центр современного искусства М'Арс. — «…наивный художник по-прежнему верит, что искусство — это учебник жизни». Дата обращения: 7 декабря 2013.

## Статьи Кати Медведевой
- Медведева, Е. И. Самый счастливый художник двух последних веков. Автопортрет русского художника Екатерины Медведевой. Поэзия (недоступная ссылка — история) // Вестник Европы : журнал. — М., 2009. — Т. XXXVI—XXVII, № 26—27. — С. 138—147.
- Медведева, Катя. Самый счастливый художник двух последних веков. Поэзия. Автопортрет русского художника Екатерины Медведевой. Журнальный зал в РЖ. Русский журнал (17 февраля 2009). — «Те, кто не стесняются учиться всю жизнь — теми никогда не овладевает гордыня, один из великих грехов.» Дата обращения: 7 декабря 2013.